# Regalismo
Regalismo é uma doutrina que defende direito de interferência do chefe de estado em assuntos internos da Igreja Católica.

## A Idade Média
Nas suas origens medievais, tinha uma dimensão específica e uma explicação econômica, estratégica e de defesa contra as jurisdições senhoriais.
A posição dos imperiais na luta entre o Pontificado e o Império (ver processo de investidura, Guelphs e Ghibellines), muito distante, apontado em uma direção regalista, defendendo o primado do poder civil no poder eclesiástico, e terminou com a derrota do Império Romano Sagrado, que se torna inoperante na prática. Não obstante a ideologia desse conflito (agustinismo político, teoria das duas espadas, cesaropapismo,teocracia nos conduzem diretamente ao que era o regalismo).
Como os monarquias feudais da Europa ocidental dependia do papado para se tornar independente da sujeição teórica de vassalagem ao Imperador ou aos reinos daqueles que segregam a relação monarquia-papado parecia mais amigável do que conflituosa. De fato, a autoridade papal e seus instrumentos (ordens religiosas como Cluny) foram efetivamente compartilhados com os reis (França, Castela) para benefício mútuo.
A crise do final da Idade Média (Papado de Avinhão, cisma do Ocidente) estava desacreditando o poder papal em extremos que pareciam justificar uma intervenção dos reis, que poderiam mesmo decidir colocar a fidelidade de seu reino em um pretendente para o papa ou em outro, uma vez que excomunhões cruzados por todos eles desvalorizaram a eficácia da sanção até então terrível.

## Renascença e Reforma
A recuperação do poder e do prestígio papal durante o Renascimento não foi suficiente para evitar a Reforma Protestante luterana, que coloca os príncipes alemães à frente de suas igrejas nacionais e, mais tarde, o cisma de Henrique VIII. Apesar de concordar com o regalismo até o controle das autoridades civis sobre as autoridades eclesiásticas da Igreja e a "nacionalização" desta, ambos saem de um argumento teológico que ultrapassa os limites do catolicismo romano como seria definido no Conselho de Trento. O termo regalismo se aplica à monarquia que permaneceu católica.

## Absolutismo
Na transição entre as monarquias autoritárias e o absolutismo, especialmente o francês Luís XIV, o regalismo foi codificado no confronto permanente entre o poder monárquico e o poder papal pelo controle de domínios duvidosos: retenção de touro, imunidade é, patronato nas igrejas, recursos da força. A Assembléia do clero francês de 1681-1682 aprovou um texto escrito por Bossuet, o "Declaratio cleri gallicani", pelo qual se conhece como galicanismo essa forma de regalismo. O próprio Luís XIV proclamou em 1692 o seu conteúdo como "liberdades galicanas", atuando na prática como chefe da Igreja na França, em frágil equilíbrio com o Papa, que, sem aceitar, prefere não apertar a situação para evitar causar um cisma como o anglicano.

## Regalismo na Espanha
A visão do historicista (Marcelino Menéndez Pelayo, restringiu o regalismo a uma pretensão estrangeira e burguesa de que na Espanha dos Habsburgos não teria lugar e apenas começaria com o neto de Luis XIV (Felipe V) em 1700.
No entanto, os direitos dos reis de Habsburgo já estavam no século XVII, e tinham sido desde os Reis católicos,muito maiores do que os do francês contemporâneo (controle da Inquisição, Direito de apresentação de bispos, patronato regio ou das Índias, participação em dízimo, etc). Não houve escassez de teóricos que possamos considerar regalistas no século XVII, como Francisco Salgado. Como se isso não bastasse, um importante precedente das reivindicações regalistas do XVIII contra a Santa Fé que temos no "Memorial" que, em 1633, havia apresentado a Roma em nome de  Felipe IV bispo de Córdoba Pedro de Pimentel e  Juventude de Castela Juan de Chumacero, reclamando contra os abusos da intervenção do Papa dentro da Monarquia Católica.
O certo é que essa gestão não deu frutos e que, com [Felipe V de Espanha | Felipe V], as reivindicações eram muito mais ativas. Em 1717 é alcançado um acordo tímido que logo é abandonado porque é considerado insuficiente para a Espanha. Em 1737, após a investigação do abade de Vivanco, que encontra 30 mil benefícios [eclesiásticos] que escapam do patrocínio real em benefício do Papa, chegamos a uma concordata que sofre o mesmo destino. No entanto, ou talvez por essa mesma razão, os negociadores dessas concordatas,  Alberoni, de 1717 e Gaspar de Molina e Oviedo Gaspar de Molina, de 1737, foram elevados ao nível de Cardeal.
Mais transcendência teve o Concordato de 1753, no seguinte reinado, com Ferdinand VI no trono de Madri e Bento XIV na cadeira de São Pedro. Os negociadores eram o Marquês da Ensenada e Francisco Rabago e Noriega, o Padre Ravago. Obtiveram a concessão pelo Papa aos reis da Espanha do Patronato universal em seus reinos, o que colocou em suas mãos, de fato, o controle da Igreja espanhola como já tinham a de América. Gregorio Mayáns y Siscar comentou legalmente sobre os acordos acima mencionados.
Quanto à prerrogativa do "exequatur do Regio" (que confere aos reis o direito de reter a aprovação do Papa e do papal Brief Apostólico), foi usado no Século XVI de Carlos V e Felipe II de Espanha Felipe II e caiu em desuso ao século seguinte. O Regalismo do status Borbônico não fez mais do que restaurar a prerrogativa real nos tempos de Carlos III de Espanha (18 de janeiro de 1762) e ampliar sua aplicação a questões relacionadas ao dogma. A razão tinha sido a controvérsia sobre a condenação da "Exposição de la doctine chrétienne" por François Philippe Mesenguey. De qualquer forma, logo após o "exequador" foi declarado suspenso.
Além disso, foram estabelecidos os recursos 'recurso de força', pelo qual a administração da justiça civil (Royal Audience e Council of Castile sentenças dos tribunais eclesiásticos, podendo revogá-los e ditar outros se encontrarem defeitos processuais).
Além disso, a expulsão da Companhia de Jesus (a mais vinculada ao Papa) em 1767 representou o ponto mais extremo em que a política de orientação "regalista" veio no século XVIII, sob o reinado de Carlos III, influenciado por Tanucci e o chamado "partido jansenista" (Pedro Rodríguez Campomanes). A orientação regalista também foi canalizada para outras questões econômicas muito substanciais: o arquivo sobre amortização eclesiástica inspirou o texto do "Tratado dos Direitos de Amortização" de Campomanes (1765, o qual foi oposto pelo procurador de Conselho de Castela Lope de Sierra, deixando o rei não resolvido); a reforma do  excusado (teoricamente o dízimo do maior contribuinte de cada paróquia), que conseguiu aumentar o pagamento geral acordado com o clero para esse conceito de 250.000 a 900.000 ducados, tendo em vista a possibilidade de que o Estado começou a colecioná-lo efetivamente; e diferentes disposições que afetaram o clero regular (proibição de custas nos séculos, exceto a Ordem de São Francisco, Mercedários e Ordem Trinitária; de ocupações temporárias aos monges -1767-, e ajuste do número de religiosos de cada convento para sua renda -1770-).
No reinado de Carlos IV, ocorreu a tentativa mais extrema de política regalista, primeiro com a embaixada em Roma de março de 1797 (Rafael Múzquiz, Antonio Despuig e Francisco Antonio de Lorenzana) e posteriormente com o chamado decreto de Urquijo (5 de setembro de 1799, escrito por José de Espiga e com o apoio da chamada facção "jansenista), que foi revogada em 29 de março de 1800, substituindo Urquijo por Manuel Godoy (que liderou a facção chamada jesuíta oubeata).

## Bibliografía
- MARTÍN GAITE, Carmen (1999). El Proceso de Macanaz. Historia de un Empapelamiento. [S.l.]: Barcelona: Espasa Calpe. ISBN 84845171X Verifique |isbn= (ajuda)

- Gonzalo Anes (1981). El Antiguo Régimen: Los Borbones. [S.l.]: Madrid: Alianza Editorial. ISBN 84-206-2998-7

- GARCÍA DE CORTÁZAR, José Ángel r VALDEÓN, Julio (1986). Plenitud del Medioevo (Gran historia universal vol XII). [S.l.]: Madrid: Nájera y Club Internacional del Libro. ISBN 84-7461-654-9

- FRAILE MIGUÉLEZ, Manuel (2010). Jansenismo y regalismo en España. Estudio preliminar de Rafael Lazcano. Guadarrama (Madrid): Editorial Agustiniana. ISBN 978-84-95745-98-9